# Richard Kiliani
Richard Kiliani (* 1861; † 1927) war ein deutscher Jurist, Diplomat und Buchautor.

## Leben
Kiliani studierte in München. Während seines Studiums wurde er Mitglied des AGV München im Sondershäuser Verband. 1887 folgte der Eintritt ins Auswärtige Amt. 1888 war er der preußischen Gesandtschaft in Hamburg zugeteilt, 1889–92 Konsul in Kowno, 1893 in Basel, 1895 in Bukarest, 1905 Generalkonsul in Singapur und von 1911 bis 1914 in Sydney. Im November 1914 wurde er in den einstweiligen Ruhestand versetzt, doch im AA als Leiter der Pressekontrolle in der Zentralstelle für Auslandsdienst kommissarisch weiterbeschäftigt. 1920/21 war er als Generalkonsul in Amsterdam tätig, bis 1924 leitete er die Passstelle in Salzburg.

## Werke
- Der deutsch-englische Wirtschaftsgegensatz., Deutsche Verlags-Anstalt, Stuttgart und Berlin 1915
- Australische Wirtschaft., J. Sittenfeld, Berlin 1919
- Die Grossbanken-Entwicklung in Holland und die Mittel-Europäische Wirtschaft, M. Lindenbaum, Amsterdam 1921
- Pläne und Versuche zur Währungssanierung / mit Beitr. von Ernst Wilmersdörffer, Duncker & Humblot, München 1923